# Hannah Khalique-Brown
Hannah Rose Khalique-Brown (Birmingham, abril de 1999) es una actriz británica. En televisión, es conocida por su papel en la miniserie de Channel 4, The Undeclared War (2022). Entre sus películas cabe destacar su participación en Barbie (2023).

## Biografía
Nacida en 1999 en Birmingham, Reino Unido. Su padre trabajaba como cirujano en el Servicio Nacional de Salud y su madre como abogada. Durante su infancia asistió a la escuela para niñas King Edward VI Camp Hill, donde completó los niveles A en inglés, historia y filosofía y economía. Tuvo su primera experiencia actoral en una producción escolar de alumnos de noveno curso en Alicia en el país de las maravillas. En 2020 se graduó en el King's College London (KCL) con una licenciatura en Literatura Inglesa.
En 2021 hizo su debut en la televisión como Anita Chandola en siete episodios de la telenovela médica de BBC One Doctors. Al año siguiente, interpretó el papel de Saara Parvin en la miniserie de suspenso de Channel 4, The Undeclared War. Después de hacer su debut cinematográfico con un pequeño papel en What's Love Got to Do with It?,  tuvo un papel menor como una Skipper en la película Barbie protagonizada por Margot Robbie.
En 2024 interpretó a Mary Lennox en la adaptación teatral del libro infantil, El jardín secreto, en el Regent's Park Open Air Theatre, escrito por Holly Robinson, excompañera suya en el KCL. Ese mismo año protagonizó la película de terror muda Year 10 y apareció en el drama de BBC One, Wolf Hall: The Mirror and the Light como Dorothea, así como en la serie de HBO, Dune: Prophecy como la hermana Farouz y en la serie de Netflix, Black Doves.

## Filmografía

### Cine
| Año  | Título                         | Papel              | Notas        | Ref.   |
| ---- | ------------------------------ | ------------------ | ------------ | ------ |
| 2020 | Tin Luck                       | Leila              | Cortometraje |        |
| 2020 | Two's a Menace                 | Charlene           | Cortometraje |        |
| 2021 | Muse                           | Bonnie             |              |        |
| 2022 | What's Love Got to Do with It? | Chica con Hiyab    |              | [ 9 ]  |
| 2023 | Barbie                         | Growing Up Skipper |              | [ 9 ]  |
| 2024 | Year 10                        | Chica              |              | [ 10 ] |

### Televisión
| Año  | Título                              | Papel          | Notas                        | Ref.   |
| ---- | ----------------------------------- | -------------- | ---------------------------- | ------ |
| 2021 | Doctors                             | Anita Chandola | 7 episodios                  |        |
| 2022 | The Undeclared War                  | Saara Parvin   | Papel principal; 6 episodios | [ 16 ] |
| 2024 | Wolf Hall: The Mirror and the Light | Dorothea       | Temporada 2 (5 episodios)    | [ 12 ] |
| 2024 | Dune: Prophecy                      | Hermana Farouz | Episodio «The Hidden Hand»   | [ 14 ] |
| 2024 | Black Doves                         | Maggie         | 2 episodios                  | [ 15 ] |
| 2025 | Virdee                              | Leila          | 2 episodios                  | [ 17 ] |

## Teatro
| Año  | Título            | Papel       | Teatro                         | Ref.   |
| ---- | ----------------- | ----------- | ------------------------------ | ------ |
| 2024 | The Secret Garden | Mary Lennox | Regent's Park Open Air Theatre | [ 10 ] |